# هارونا لاغو
هارونا لاغو (بالإنجليزية: Harouna Lago)‏ (مواليد 1946) هو ملاكم نيجيري، مثّل بلاده في الألعاب الأولمبية الصيفية 1972.

## روابط خارجية
هارونا لاغو على موقع اللجنة الأولمبية الدولية (الإنجليزية)
- هارونا لاغو على موقع أوليمبيديا (الإنجليزية)